# Rubens Peale
Pour les articles homonymes, voir Peale.
Rubens Peale est un peintre et un conservateur américain, né le 4 mai 1784 à Philadelphie et mort le 17 juillet 1865 dans cette même ville.

## Biographie
Rubens Peale est le fils du fameux portraitiste Charles Willson Peale (1741-1827). Il commence sa carrière comme peintre de nature morte mais des problèmes de vue l'obligent à s'orienter vers une carrière de conservateur. À partir de 1810 et jusqu'en 1822, il dirige le Musée de Philadelphie, de 1822 à 1825 le musée consacré à l'œuvre de son frère Rembrandt Peale (1778-1860) et, pour finir, le musée de New York jusque dans les années 1840.
Lors de la crise de 1837, il vend son entreprise à P. T. Barnum et s'installe dans une ferme près de Schuylkill Haven en Pennsylvanie. En 1855, il commence à peindre des natures mortes, certaines inspirées d'œuvres de son frère Raphaelle Peale et de son oncle James Peale (1749-1831), d'autres de son cru. En 1864, avec sa fille Mary Jane Peale (vers 1827-1902), également peintre, il revient à Philadelphie où il étudie la peinture de paysage auprès d'Edward Moran. Bien que Mary Jane termine à l'occasion ses paysages, les natures mortes sont clairement de sa main. Rubens s'intéresse toute sa vie à la peinture d'oiseaux.